# 杰姆·卡尔坎
傑姆·保羅·卡拉簡（英語：Jem Paul Karacan，國際音標：[ˈdʒem kaɾaˈdʒan]，1989年2月21日—）是一名在英格蘭出生的土耳其職業足球員，司職中場，曾效力澳洲職業足球聯賽球會中岸水手。

2019年1月24日，中岸水手與卡拉簡簽約直至季尾
。

## 榮譽
雷丁
- 英格蘭足球冠軍聯賽冠軍：2011/12年；

## 外部連結
- Jem Karacan profile at Reading F.C.
- Jem Karacan profile （页面存档备份，存于） at the Turkish Football Federation
- 杰姆·卡尔坎－UEFA國際賽競賽紀錄
- 杰姆·卡尔坎 – FIFA國際賽競賽紀錄 (存檔)
- 足球数据库：Jem Karacan的球员统计数据